# تشارلز براون (سياسي أسترالي)
تشارلز براون (بالإنجليزية: Charles Brown)‏ هو سياسي أسترالي، ولد في 24 مايو 1895 في أستراليا، وتوفي في 1 مايو 1970 في أستراليا. حزبياً، نشط في مستقل. وقد انتخب عضو المجلس التشريعي ولاية كوينزلاند عن دائرة غريغوري ‏ (27 مايو 1939 – 29 مارس 1941).